# Cemetery Number 1 (álbum de Abney Park)
Cemetery Number 1 es el tercer álbum de estudio de Abney Park.

## Lista de canciones
| N.º | Título               | Duración |  |
| 1.  | «The Wake»           | 5:18     |  |
| 2.  | «Rebirth»            | 3:23     |  |
| 3.  | «The Only One»       | 3:59     |  |
| 4.  | «Burn»               | 3:41     |  |
| 5.  | «Vengeance»          | 4:02     |  |
| 6.  | «The Shadow of Life» | 3:19     |  |
| 7.  | «Black Day»          | 2:49     |  |
| 8.  | «No Life»            | 4:14     |  |
| 9.  | «Abney Park»         | 3:18     |  |
| 10. | «The Change Cage»    | 5:14     |  |

## Créditos
- Robert Brown - voz
- Kristina Erickson - teclado
- Traci Nemeth - voz
- Rob Hazelton - guitarra y voz
- Krysztof Nemeth - bajo